# Decà
El decà és un hidrocarbur alcà amb fórmula química {\displaystyle {\ce {C10H22}}}. Té la possibilitat de formar 75 isòmers estructurals, tot i això, el terme es sol referir al n-Decà (de l'anglès "normal-Dekane") el qual té la fórmula CH3(CH2)8CH3. Tots els isòmers, però, tenen unes propietats similars i se sol donar poca atenció a la seva composició. Cal dir que aquests isòmers són líquids inflamables, ja que són components de combustibles. El decà és un component de la gasolina i del querosè. Com els altres alcans, el decà és un dissolvent no polar el qual no es dissol en aigua i és fàcilment combustible. Tot i que és un component dels combustibles, és de poca importància com a matèria primera química, al contrari que altres alcans. Té una tensió superficial de 0,0238 N·m-1

## Reaccions
El decà pateix una reacció de combustió, de la mateixa manera que altres alcans. En presència de suficient oxigen, es crema i forma aigua i diòxid de carboni, com mostra la següent reacció: 2 C10H22 + 31 O₂ → 20 CO₂ + 22 H₂O
Amb insuficiència d'oxigen, es forma monòxid de carboni.